# Лангенлойс
Лангенлойс (нім. Langenlois) — місто  (нім. Stadt)  в Австрії, у федеральній землі Нижня Австрія.
Входить до складу округу Кремс-Ланд. Населення становить 7663 мешканця (1 січня 2016 р.) . Займає площу 67,12 км².

## Політична ситуація
Бургомістр комуни — Хуберт Майсль (АНП) за результатами виборів 2005 року.
Рада представників комуни (нім. Gemeinderat) складається з 29 місць.